# Nuncia tumidarta
Nuncia tumidarta är en spindeldjursart som beskrevs av Forster 1954. Nuncia tumidarta ingår i släktet Nuncia och familjen Triaenonychidae. Inga underarter finns listade i Catalogue of Life.